# آرماندو انریکس فلورس
آرماندو انریکس فلورس (انگلیسی: Armando Enríquez Flores؛ زادهٔ ۲ مهٔ ۱۹۶۳) سیاست‌مدار و معمار اهل مکزیک است. او شهردار تولکا از سال ۲۰۰۳ تا ۲۰۰۶ بود.